# Cleistanthus petelotii
Cleistanthus petelotii är en emblikaväxtart som beskrevs av Elmer Drew Merrill och Léon Camille Marius Croizat. Cleistanthus petelotii ingår i släktet Cleistanthus och familjen emblikaväxter. IUCN kategoriserar arten globalt som sårbar. Inga underarter finns listade i Catalogue of Life.